# 青柳卓雄
青柳 卓雄（あおやぎ たくお、1936年2月14日 - 2020年4月18日）は、日本の医用工学者。新潟県新発田市生まれ、同県三島町（現・長岡市三島地区）育ち。日本光電工業でのパルスオキシメーターの原理の発見と装置の発明で知られる。

## 経歴
1936年2月14日、新潟県新発田市にて、数学および電気工学の教師の父・紋七と専業主婦だった母・タツのもとに生まれ、2男2女の4人の兄弟姉妹の次男である。
1954年に新潟県立長岡高等学校を、1958年に新潟大学工学部電気工学科を卒業。
卒業研究担当の恩師（淀川寛）の推薦で島津製作所に入社した。当初は中央研究所の電子工学研究室に配属され、特に半導体応用電子機器の開発に従事した。関連してスペクトル分析機器をはじめ多くの医用計測機器に触れ、関連の基礎的的知見と技術的キャリアを蓄積した。公刊自叙伝『パルスオキシメトリの誕生から未来へ』には島津製作所時代の一節が割かれており、私的な背景を含め研究生活の経緯が吐露されている。
1971年に日本光電工業に移り、医療機器の開発に従事する。前記の自叙伝には、往時の日本光電の初代社長の理念に心打たれ、転職を決意したと書かれている。
1972年、現代医療に必須となった「パルスオキシメトリ」の原理を発見した。続いて「パルスオキシメーター」の実用機を試作し、限定的試用販売した（詳細はパルスオキシメーターを参照）。
1974年4月26日に基本特許を出願したが、その後まもなく社命により研究職を離れ、デスクワークで10年余りを過ごしている。その後は研究職に復帰し、基本アイデアの性能改善や新規応用分野の研究に取り組んだ（この経緯は自叙伝や『麻酔の偉人たち』＜総合医学社＞などに詳しい記述がある）。
1987年に麻酔医学や血液化学、関連計測装置の権威であるカルフォルニア大学のJohn W. Severinghaus教授が来日。調査を踏まえ「Pulse Oximetry」の原理発見者が日本人の青柳卓雄であることを学会発表された（「History of Blood Gas Analysis Ⅶ. Pulse Oximetry」）。
1993年、当該研究により東京大学が博士号（工学）を授与。
2000年、パルスオキシメーター発明の功績により科学技術庁長官賞を受賞。
2002年に紫綬褒章を受章した。
2013年、ノーベル医学生理学賞の候補に推薦されていたことが明かされた。
2015年、日本人として初めて「IEEE Medal for Innovations in Healthcare Technology」を受賞。
2020年4月18日、老衰のため死去。84歳没。青柳の死去は国外でも大きく報じられた。米有力紙であるニューヨーク・タイムズ、ワシントン・ポスト、ウォール・ストリート・ジャーナルの3紙が追悼記事を配信。駐日アメリカ大使館も公式ツイッターアカウントにて報道を引用する形で追悼文を投稿した。
2020年12月、「第4回日本医療研究開発大賞／内閣総理大臣賞」を（没後のため）日本光電が受賞。
2021年10月、米国麻酔科学会から栄誉賞「Honorary Member Award」を受賞。Journal of Anesthesia誌から国内外の学究15名の追悼論文集（全39頁）が公刊された（「Tribute to Dr. Takuo Aoyagi, inventor of pulse oximetry」）。